# Волуяк
Вижте пояснителната страница за други значения на Волуяк.
Волу̀як е село в Западна България, част от област София и Столична община. Населението му е около 3000 души (2023).

## География
Селото е разположено на 535 метра надморска височина в централната част на Софийското поле, на 15 километра северозападно от центъра на София и на 2 километра извън Околовръстния път по Ломското шосе. Площта на землището му е 18,155 km², като то граничи със землищата на Костинброд на север, Мрамор на североизток, София на югоизток, и Гурмазово и Пролеша на запад.

## История
Историческите корени на днешното село са от началото на новата ера, когато римският император Марк Улпий Траян (98 – 117 г.), известен като велик строител, е прокарал отклонението от главния военен римски път за Пауталия (Кюстендил). Пътят е бил 8 – 10 м широк, а пътна каменна колона с надпис е показвала мястото на това отклонение. Интересен е надписът на колоната: „На добър час! За здравето, спасението и победата на нашия господар Марк Антоний Гордиан… градът Пауталия постави тази милиарна колона с най-добро чувство“.
По стария римски път минават 2 от най-големите кръстоносни походи – първият (през 1096 г.) и третият – от 1189 – 1191 г. Легендите за онези времена са дали името на местността Трояно край стария път.
Известна е и ниската разлята могила в местността Селище, за която се вярва, че който копае и взема камъни от това място, ще го постигне нещастие. Съществува щастлив случай, при който Валентин Стоянов Борисов от Волуяк попада на бронзова монета от времето на императора Марк Аврелий (161 – 180 г.)
Името на Волуяк се среща в османски документи – кадийския регистър на Софийския кадия от 1550 г., във връзка с частни правни спорове. Допуска се, че е съществувало като селище още преди падането на тези земи под турско владичество.
В с. Волуяк е роден (2 април 1854) единственият опълченец и участник в Ботевата чета от този край – Димитър Пенев от Маринковия род, човек с изключително интересна съдба. Осъден от турските власти на 101 г. затвор, избягал оттам и след големи перипетии стигнал механата „Под руския орел“. След това се прехвърля в Сърбия и е доброволец в сръбско-турската война. През март 1877 Димитър Пенев се записва доброволец в опълчението в Плоещ и участва в битката при Стара Загора и в боевете на Шипка. След Освобождението работи като пристав, секретар и мирови съдия. Умира на 88 г. на 9 май 1942 г.
Във войните 1912 – 1918 г. са дадени 24 жертви от волуякчани. В тяхна памет е издигнат паметник на Голямата могила, а имената им са изписани на паметника в центъра на селото.
Допреди около 5 години на 7 февруари се е провеждало традиционно интересно събитие – събор, който се нарича „Джамала“. И до днес на 6 май се провежда събор, който се празнува с курбан, песни и танци от младите самодейци от народно читалище „Изгрев“ по случай Гергьовден.

## Население
Численост на населението според преброяванията през годините:
| \| Година на преброяване \| Численост \| \| --------------------- \| --------- \| \| 1934 \| 1251 \| \| 1946 \| 1408 \| \| 1956 \| 1926 \| \| 1965 \| 2178 \| \| 1975 \| 2563 \| \| 1985 \| 2551 \| \| 1992 \| 2389 \| \| 2001 \| 2689 \| \| 2011 \| 3043 \| |           |
| Година на преброяване | Численост |
| 1934 | 1251      |
| 1946 | 1408      |
| 1956 | 1926      |
| 1965 | 2178      |
| 1975 | 2563      |
| 1985 | 2551      |
| 1992 | 2389      |
| 2001 | 2689      |
| 2011 | 3043      |

## Управление
- Йордан Йорданов (кмет на Волуяк) е роден на 6 февруари 1977 г. в с. Волуяк. Завършил е средно специално образование. Работил е в сферата на търговията. Избран за кмет на 01.11.2015 г.

## Инфраструктура
Селото се обслужва от 1 автобусна линия: 150.
Днешното 146 основно училище „Св. Патриарх Евтимий“ в с. Волуяк е открито през 1964 г. Понастоящем се обучават 9 паралелки със 168 ученици. Персоналът е от 18 души, от които 13 педагози. Между бившите ученици на училището има златни медалисти от събора в Копривщица и от В. Търново. Празникът на училището е на 20 януари.
Първото училище в селото е открито от родолюбиви българи през 1880 г. в биволарника на Рашо Боцин с 25 ученика и първи учител Вито Голяновски. На 28 октомври 1901 г. от енорийския свещеник в присъствието на кметския наместник Веле Митов и училищните настоятели Цветан Митов и Стоичко Митрев е осветена нова училищна сграда, състояща се от стая и канцелария, за училището с вече 40 – 50 ученици в 4 отделения. Учители са Никола Пешев и Райна Илиева, която работи там до 1915 г. През 1914 г. се дострояват още 2 класни стаи. Разходите по построяването възлизат на 32 500 лв., от които 2000 лв. дава държавата, а останалите – местното население. През учебната 1931/1932 г. се открива I прогимназиален клас.
Най-старият учител е Михаил Василев Младенов – „Мичо Даскало“, местен жител, учителствал между 1922 и 1958 г. и награден през 1972 г. с орден „Кирил и Методий“ II степен. През 1962 г. този учител прави и първата копка на новата сграда на училището. Съпругата му Цветанка Василева е 30 г. учителка в същото училище. Друг дългогодишен учител (с 33 г. стаж) е Теменужка Рангелова.
Целодневна детска градина 76 е открита през 1974 г. в с. Волуяк като филиал на ЦДГ № 27 от кв. Обеля. От 16 декември 1985 г. е самостоятелна. Капацитетът ѝ е от 2 групи с 37 деца. За тях се грижат 7 души, в т.ч. 3 души помощен персонал. Адрес: с. Волуяк, ул. Зорница, № 42. През 2012 г. е построена нова сграда на детската градина.
Читалище „Изгрев“ (ул. „Зорница“ № 59) има библиотека с 14 223 тома. Художествени колективи: постоянни – детска певческа група „Изворче“, юношеска певческа група, женска певческа група; временни – група за църковна музика. Други форми: школа по модерен балет, кръжок по приложно и изобразително изкуство, занималня; курсове за подготовка по математика и обучение по английски език.

## Култура
В селото има три черкви. Най-старият храм е  „Света Параскева-Петка Търновска“, който се намира в гробището, в близост до две тракийски могили. Той е построен през 1880 година. В началото на XX век черквата се напуква и е забранено да се влиза в нея, поради което хората от Волуяк отиват да се черкуват до съседното село Мрамор и до манастира в село Илиенци. През 1910 година е направен основен ремонт и храмът отново е действащ.
През 2000 година е построен новият храм „Свети Георги Победоносец“ в центъра на селото.
През 2020 година е осветена най-новата черква във Волуяк „Св. Рафаил, св. Николай и св. Ирина“. Това е единственият храм в България, който е посветен на митилинските новомъченици Рафаил, Николай и Ирина от гръцкия остров Лесбос станали известни със своите чудеса и застъпничество. Градежът на черквата във Волуяк започва през 1998 година, когато е положен основният камък от Траянополски епископ Иларион, патриаршески викарий (впоследствие Доростолски митрополит), и архимандрит Николай, тогава протосингел на Софийска епархия (впоследствие Пловдивски митрополит). Храмът е осветен на 30-ти юни 2020 година от Белоградчишки епископ Поликарп, първи викарий на Софийския митрополит и Български патриарх Неофит.
Съборите на село Волуяк са на 27 октомври и 6 май.

## Известни личности
Георги Стефанов Христов е известен български поп певец, композитор и текстописец. В края на 80-те години се превръща в една от най-ярките звезди на българската поп музика.

## Други
Скали Волуяк край остров Гринуич, Южни Шетландски острови в Антарктика са наименувани в чест на село Волуяк.